# Ottone Visconti

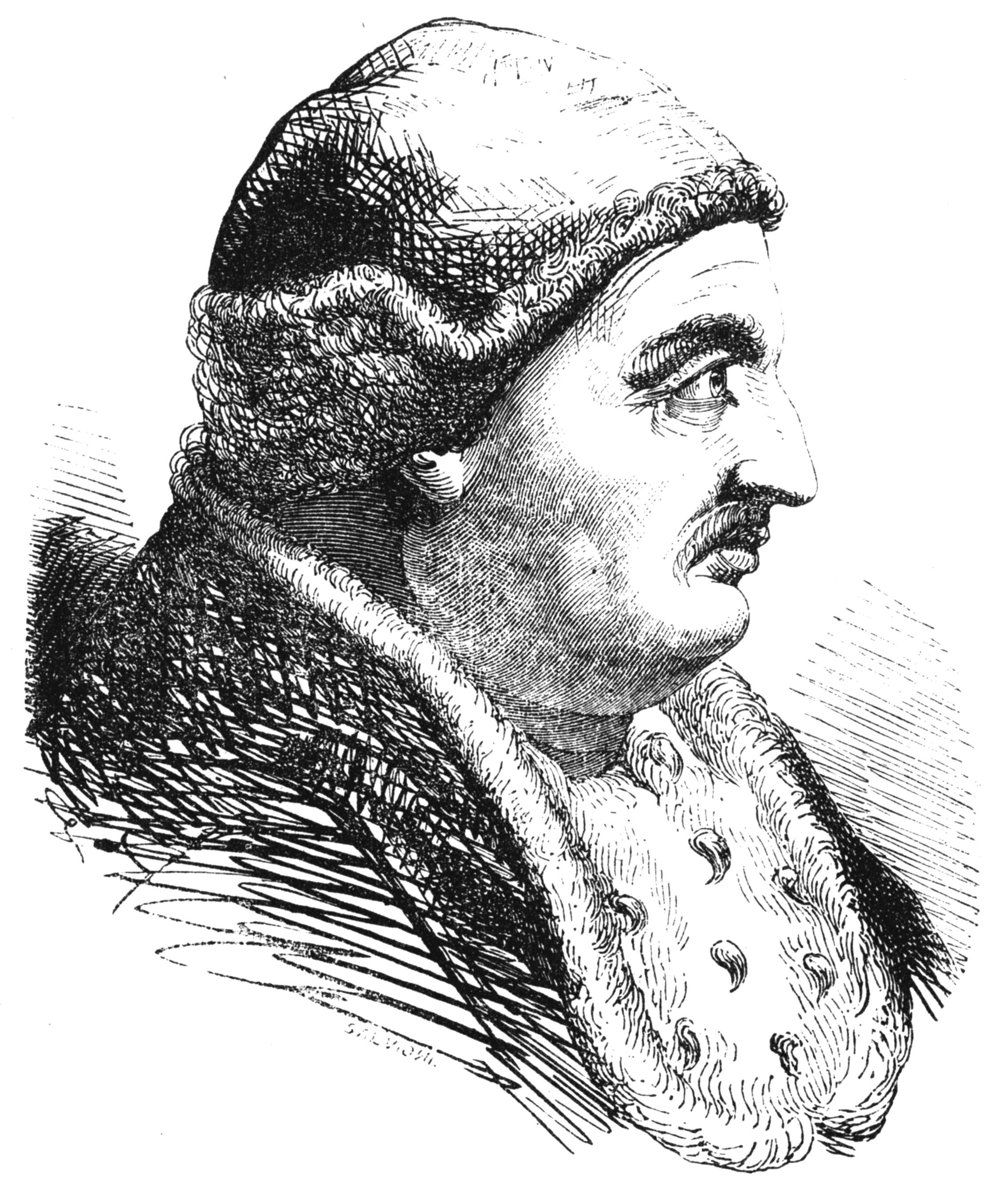
Ottone Visconti

Ottone Visconti (ur. 1207, zm. 8 sierpnia 1295) – arcybiskup Mediolanu, twórca potęgi rodziny Visconti.
Był synem Ubaldo Visconti, pana na Massino Visconti, Albizzate i Besnate i Anastazji Pirovano. Karierę zaczął jako kanonik Desio i asystent wpływowego kardynała Ottaviano Ubaldini, legata papieża Urbana IV, jednego z przywódców Gibelinów. W 1260 został podestą Novary. W 1262 został mianowany arcybiskupem Mediolanu, czemu sprzeciwiła się rządząca Mediolanem rodzina della Tore, należąca do stronnictwa Gwelfów. Dopiero po pokonaniu jej stronników w bitwie pod Desio w 1277 r. udało mu się objąć arcybiskupstwo. Dzięki jego wpływom po jego śmierci politycznym przywódcą Mediolanu został jego bratanek Matteo I Visconti.